# 通用规范汉字笔顺规范
《通用规范汉字笔顺规范》（Stroke Orders of the Commonly Used Standard Chinese Characters）是由中华人民共和国教育部和国家语言文字工作委员会于2020年11月23日发布的语言文字规范文件，编码为GF 0023-2020。规范于2020年9月审定通过，2021年3月1日起实施。其代替1997年国家语委发布的《现代汉语通用字笔顺规范》。

## 概述
规范规定了《通用规范汉字表》所包含的8105个汉字的笔顺规范，主要适用于汉字信息处理、出版印刷、辞书编篆等领域，也可用于汉字教学与研究等方面。

## 规范性引用文件
- 通用规范汉字表（2013年发布） （页面存档备份，存于）
- 现代汉语通用字笔顺规范（1997年发布） （页面存档备份，存于）
- GF3001-1997 信息处理用GB13000.1字符集汉字部件规范 （页面存档备份，存于）
- GF3002-1999GB13000.1 字符集汉字笔顺规范 （页面存档备份，存于）
- GF3003-1999GB13000.1 字符集汉字字序（笔画序）规范 （页面存档备份，存于）
- GF0014-2009 现代常用字部件及部件名称规范 （页面存档备份，存于）
- GF2001-2001GB13000.1 字符集汉字折笔规范 （页面存档备份，存于）
- ISO/IEC10646 信息技术一通用编码字符集